# صد غل (ألقورات)
صد غل (بالفارسية: صدگل) هي مستوطنة تقع في إيران في قسم ألقورات الريفي. يقدر عدد سكانها بـ 81 نسمة .